# Isaac Krassilchik
Isaac Krassilchik (1857 - 1920) est un naturaliste d'origine russe.

## Biographie
Aîné de six frères et sœurs, Isaac Krassilchik est né le 14 avril 1857 (26 avril dans le calendrier grégorien) à Kichinev en Bessarabie, alors russe. Il est mort le 3 novembre 1920, selon le calendrier grégorien, affaibli par un accident cardio-vasculaire. Né russe, il est mort roumain après l’annexion de la Bessarabie par la Roumanie en 1918.
Il a fait ses études secondaires au lycée d'Ananiev (gouvernement de Kherson en Ukraine) et ses études supérieures à la section des sciences naturelles, physique et mathématique de l’université de Nouvelle Russie d’Odessa de 1878 à 1882, où il s’est spécialisé dans la zoologie des invertébrés.
Il existe une entrée à son nom dans l'Encyclopédie Brockhaus et Efron en langue russe (Vol. 32 - 1895).
Il eut notamment comme professeurs le zoologue Ilya Ilitch Metchnikov (prix Nobel de physiologie ou médecine en 1908 avec Paul Ehrlich), l’embryologue Alexandre Kovalevski et le physicien Nicolas Oumov.
Parmi ses amis de faculté figurent Waldemar Haffkine, qui plus tard mettra au point un vaccin contre le choléra et la peste et avec lequel il restera en relation, notamment épistolaire, toute sa vie.
Vers 1882, il épousa Sofia Ossipovna et ils eurent une fille, Lioubov, qui étudia le piano au conservatoire de Leipzig puis l’enseigna à Moscou, en épousant le critique d’art Trifon Trapeznikov (1882-1926), fondateur en 1917 du groupe anthroposophique de Moscou aux côtés du poète Boris Nikolaevich Bugaïev connu sous le nom de Andreï Biély (1880-1934).
Vers 1890, Isaac Krassilchik se remaria avec Raïssa Fukelman, née le 25 janvier 1868 en Roumanie et décédée en juillet 1941 lors de l'invasion de la Bessarabie par les Roumains alliés aux forces de l'Axe. Ils eurent cinq enfants.
Il pratiquera une recherche hybride, à la fois fondamentale et appliquée, dans le domaine de la sauvegarde des produits de l’agriculture. Il est, en ce sens, un disciple de Pasteur, qui fit ses premières recherches dans le domaine de la lutte contre les ennemis du ver à soie et la préservation du vin par chauffage. Mais Pasteur fut également le découvreur des bactéries de la fermentation alcoolique et du staphylocoque et le pionnier de la microbiologie. Isaac Krassilchik restera quant à lui un naturaliste dont la recherche intéressera certains microorganismes de taille supérieure à celle du microbe, de nature animale ou végétale et, pour certains d‘entre eux, leurs rapports avec des insectes nuisibles à l’agriculture.
Isaac Krassilchik pratiqua également une activité de recherche et d‘application concernant les pesticides chimiques, à une époque où la nécessité de préserver les cultures vivrières des organismes nuisibles et d‘éviter le retour des famines – encore fréquentes au XIXe siècle  - constituait une grave préoccupation des  peuples et de leurs agronomes (ainsi : famine russe de 1891-1892).
C’est par ses activités dans le domaine de la lutte contre les insectes nuisibles au moyen d’organismes vivants qu’Isaac Krassilchik peut être considéré comme un pionnier.
Son activité dans le domaine de la lutte phytosanitaire au moyen de produits chimiques est moins connue car elle a laissé très peu de traces en raison de la perte des documents qui s’y rapportent. Elle fut néanmoins importante pour ses contemporains.
S'il demeure un naturaliste, il entretiendra toute sa vie des rapports étroits avec l'Institut Pasteur qui accueillit son ancien professeur à l’université d’Odessa, I.I. Metchnikov à partir de 1888 et son condisciple à la même université, W. Haffkine, entre 1890 et 1893. Isaac Krassilchik assista  au cours de microbie technique de l’Institut Pasteur, organisé dans les locaux de l’Institut du 1er novembre 1904 à  la fin de février 1905 et  qui regroupa 77 participants venus du monde entier. Il figure avec la majorité des participants sur une photo de groupe faisant partie des archives de l’Institut Pasteur. Au premier rang, outre Waldemar Haffkine, se trouvent les professeurs du cours : le Dr Charles Nicolle, le Dr Mesnil, le Dr Charles Louis Alphonse Laveran, découvreur du parasite protozoaire du paludisme, le Pr Émile Roux, le Pr Élie Metchnikov, le Dr Borel, le Dr Binot, le Dr Pinoy et le Dr Sergent.

## Les recherches sur l'espècePolytoma Ehrenberg
En 1882, Isaac Krassilchik publie un article intitulé Vers une histoire du développement et de la systématique de l'espèce Polytoma Ehrenberg dans une revue russe Notes de la société des naturalistes de Nouvelle Russie et dans une revue allemande, Zoologischer Anzeiger.
Il axe ses premières recherches vers un organisme unicellulaire sphérique ou ovoïde, se mouvant à l’aide de deux cils ou flagelles, qui a été découvert en 1830  par le naturaliste et zoologiste allemand Christian Gottfried Ehrenberg (1795-1876). Il s’agit de la Polytoma uvella.
L’espèce des polytomas appartient à la classe des chlorophyceae, ordre des chlamydomonadales, famille des chlamydomonadaceae, genre des protococcus. Les chlorophyceae sont des algues vertes possédant des pigments chlorophylliens. Toutefois, les polytomas ne possèdent pas de tels pigments.

## Les travaux d’Isaac Krassilchik concernant la lutte contre les insectes nuisibles au moyen d’organismes vivants
Isaac Krassilchik va se consacrer à la lutte contre les insectes nuisibles à diverses cultures tenant une place importante dans l’agriculture russe, telles la betterave sucrière et la vigne.
Ses travaux sur les méthodes de protection à l’aide de microorganismes  (aujourd’hui dénommés biopesticides) sont les plus originaux et le rattachent directement à la modernité  de Pasteur.
Ces travaux ont été réalisés en coopération avec Élie Ilitch Metchnikov et constituent encore aujourd’hui une référence dans l’histoire de la recherche et du développement en matière de biopesticides.
C’est un biologiste italien Agostino Bassi (1773-1856) qui, à l’occasion de l’étude d’une maladie affectant le ver à soie, la muscardine blanche, provoquant l’apparition d'une fine poudre blanche qui recouvre le ver et  le tue, découvre, en 1835, que cette maladie est causée par un champignon appartenant au genre Beauveria (Beauveria bassiana)
En 1879, I. I. Metchnikov isole un champignon qu’il nommera Metarhizium anisopliae (formellement connu sous le nom de Entomophthora anisopliae], cause de maladies chez divers insectes. Comme le Beauveria bassiana, agent de la muscardine blanche, le Metarhizium anisopliae est un champignon poussant naturellement dans les sols et qui cause des maladies chez une gamme variée d’insectes.
Le Metarhizium anisopliae s’attaque en particulier à un insecte parasite de la betterave sucrière, le Cleonus punctiventris, à ses différents stades de développement (de la larve à l’insecte adulte). Ce champignon produit chez l’insecte une muscardine dite muscardine verte en raison de la couleur verte de ses spores ou conidies. Il se développe alors à l’intérieur du corps de l’insecte, ce qui entraîne sa mort.
L’idée de Metchnikov va consister à utiliser le Metarhizium anisopliae comme agent de lutte contre le Cleonus punctiventris. Il recommande de procéder à l’épandage des spores du champignon sur les cultures de betterave, notamment par dispersion de cadavres d’insectes déjà infectés par le champignon. Metchnikov recommanda de passer à un stade de production industrielle de spores, à partir d’un moût stérile de bière et en en accroissant la virulence.
Isaac Krassilchik va poursuivre les recherches de Metchnikov et réaliser une production semi-industrielle de spores en vue de la destruction d’insectes nuisibles.
En 1888, le Bulletin scientifique de la France et de la Belgique, vol 19, pages 461 à 472, reprend, en français, un article signé de J. Krassilstchik et intitulé  La production industrielle des parasites végétaux pour la destruction des insectes nuisibles précédemment publié, sans doute également en français, dans la Revue générale d’agriculture et de viticulture méridionales, no 2.
Les travaux d’Isaac vont avoir un retentissement en France dont la colonie, l’Algérie, fait face, depuis 1864, à des invasions périodiques de criquets migrateurs qui dévastent les cultures - Locusta migratoria - Linné, 1758.
Ils sont particulièrement actifs durant l’année 1888 et la revue La Nature leur consacre un article illustré au cours du deuxième semestre de 1888  ainsi que Le Petit Journal du 4 juillet 1891. Les recherches menées pour lutter contre les acridiens en Algérie vont sensibiliser la communauté internationale au sujet de la gravité du fléau de par le monde.
En 1888 et 1889, la Société entomologique de France va se faire largement  l’écho des travaux d’Isaac Krassilchik notamment grâce à son président Jules Künckel d'Herculais, en estimant que les voies ouvertes par I.I. Metchnikov et Isaac Krassilchik sont de nature à contribuer à la lutte contre les acridiens en Algérie.
Dans ses séances des 11 juillet et 12 septembre 1888 ainsi que du 9 janvier 1889, la Société entomologique de France commente largement les travaux de I.I. Metchnikov et d’Isaac M Krassilchik concernant la lutte contre l’insecte prédateur de la betterave à sucre, Cleonus Punctivris, au moyen du champignon Entomophthora anisopliae ou Metarhizium anisopliae, tuant l’insecte par la sécrétion de muscardine.
La Société entomologique de France ne doute pas que les travaux de Metchnikov et leur application industrielle par Isaac Krassilchik, seraient de nature à aider grandement la France à lutter contre les acridiens qui envahissent à l’époque une partie de l’Algérie.
Jules Künckel d’Herculais mentionne ces travaux dans deux rapports au Gouverneur général de l’Algérie en mai et août 1888.
Il mentionne également ces travaux dans une communication à l’Académie des sciences dont il est membre dans la période 1889-1894.
Durant l’année 1889, Isaac Krassilchik va publier deux articles dans Les Annales de l’Institut Pasteur dont l’un porte le titre : Sur les bactéries biophytes – Note sur la symbiose des pucerons avec les bactéries  qui est signé J. Krassilstchik, à Odessa. Le même article semble avoir été publié en 1890, mais en allemand, sous le titre Ueber eine Neue Kategorie von Bakterien (Biophyten) die in Inneren einen Organismus leben und ihm Nutzen bringen – Kongress Russ. Naturf. Aerzte, 16 janvier 1890 ("Sur une nouvelle catégorie de bactéries [biophytes] qui vivent à l’intérieur d’un organisme et qui le nourrissent").
Cet article d’Isaac Krassilchik présente une réelle importance.
La constatation de l’innocuité de la présence des bactéries pour les pucerons dans l’organisme desquels elles habitent est en quelque sorte le champ inversé des travaux d’Isaac Krassilchik portant sur la destruction de certains insectes par des champignons. Cette contribution à l’étude des relations entre les insectes et d’autres organismes vivants embrasse des champs de connaissance bien plus vastes. L’article d’Isaac Krassilchik s’inscrit dans le tout nouveau domaine d’étude de la symbiose et, comme tel, il revêt une importance fondamentale par les déductions et les intuitions qu’il comporte.
L’article est également important dans le domaine de la lutte contre les insectes nuisibles. Isaac Krassilchik observant  sans cesse les relations entre les insectes et les organismes vivants microscopiques tels que les champignons, les bactéries et les bacilles, pour appliquer les résultats de ses recherches d’une manière pratique. embrassait des champs de connaissance qui seront défrichés et amplifiés plus tard.
L’article d’Isaac Krassilchik sur les Bactéries biophytes semble être resté pendant longtemps à la pointe des connaissances.

## La lutte contre les prédateurs de l’agriculture au moyen de pesticides chimiques - La lutte contre lephylloxéra
Après son service militaire, Isaac Krassilchik devient fonctionnaire du ministère de l’Agriculture. De 1883 à 1888, il travaille comme expert à la Commission de la Société agricole de la Russie méridionale pour la lutte contre le puceron du phylloxéra, dans les vignobles des régions de Kichinev, Akkerman et Kherson dans le Sud de la  Bessarabie  et en Roumanie.
Il organise un laboratoire entomologique au lycée de Kichinev pour l’étude des méthodes de lutte contre le phylloxéra utilisées en France, Allemagne, Suisse et Hongrie.

## La lutte contre lemildioude lavigne
Isaac Krassilchik aurait été le premier à étudier le mildiou de la vigne en Bessarabie. Cette maladie de la vigne, provoquée par un champignon, Plasmopara viticola, est apparue en France en 1878 et s’est ensuite transmise vers l’est du continent européen. À la différence du phylloxera, les traitements sont chimiques.

## Isaac Krassilchik et les autres pesticides chimiques
À partir de 1890, il est nommé chef du département pédagogique pour l’étude des sols de Saint-Pétersbourg mais il reste en poste à Kichinev en Bessarabie. Il expérimente des préparations à base d’hydrocarbures et d’arsenic (As).
Il sera amené à amplifier ses recherches dans ce domaine à partir de 1910.

## La découverte de l’organismeCercobodola ciniaegerens
En 1882, Isaac Krassilchik avait publié un article intitulé Vers une histoire du développement et de la systématique de l'espèce Polytoma Ehrenberg dans une revue russe Notes de la société des naturalistes de Nouvelle Russie et dans une revue allemande, Zoologischer Anzeiger.
Il continuera ses recherches sur les microorganismes et répertoria en 1886 un microorganisme qui reste nommé aujourd’hui  Cercobodo Krassilstschick.
Il participera ainsi à la mise en place de la taxinomie des êtres vivants qui n’a cessé de s’enrichir, en particulier grâce aux études génomiques.
En substance, l’organisme actuellement dénommé Cercobodo Krassilstschik fait partie des cercomonades ou Cercomonas. C’est est un protozoaire, à affinités animales, c’est-à-dire un organisme unicellulaire possédant une cellule eucaryote, dotée d'un vrai noyau, à la différence des bactéries, dites procaryotes - cellule très différenciée et comportant des organites complexes, dont des cils ou flagelles.

## Autres domaines de recherche
Il a encore consacré des recherches aux parasites du lin et à l’œnologie.
Dès sa création en 1910, et jusqu’en 1919, Isaac Krassilchik a dirigé la station bio-entomologique de Kichinev.

### Publication relative à l’espècePolytoma Ehrenberg
I.M Krassilchik -  Vers une histoire du développement et de la systématique de l'espèce Polytoma Ehrenberg «  -  Notes de la société des naturalistes de Nouvelle Russie  (en russe) et  Zoologischer Anzeiger (en allemand) , 1882

### Publications relatives à la lutte contre  les insectes  nuisibles à l’agriculture
I.M Krassilchik. Les maladies des  spores comme moyen de lutte contre les insectes qui endommagent les plantations de betterave, Revue de la Société technologique impériale de Russie - Section de Kiev Ouest en 1885 (en russe)
I.M. Krassilchik. Les Criquets  dans le delta du Danube, Odessa, 1886 (en russe)
I.M. Krassilchik. À propos des causes de la disparition naturelle des insectes nuisibles, Trudy VI oblastnogo entomologicheskogo s’’ezda (travaux du VIe Congrès régional d’entomologie), Odessa, 1886, p. 69-88 (en russe)
I.M. Krassilchik .  De insectorum morbis qui fungis parasitis efficiuntur Mémoires de la Société des naturalistes de la Nouvelle Russie, tome XI, fascicule I. (Des champignons parasites des insectes nuisibles), 1886 (en français)
I.M. Krassilchik. La lutte contre les insectes nuisibles (La Pensée russe, 1886, n° 2)
I. M. Krassilchik. À propos des mesures contre les criquets, Trudy VI oblastnogo entomologicheskogo sezda (Travaux du VIIe Congrès régional d’entomologie), Odessa, 1887, p. 59 (en russe)
I. M. Krassilchik. L’état actuel de la question du phylloxera en Europe occidentale, Trudy VIII oblastnogo entomologicheskogo sezda (travaux du VIIIe Congrès régional d’entomologie), Odessa, 1889, p. 31-52 (en russe)
Bulletin de la Société entomologique de France – Séance du 11 juillet 1888 (en français)
Bulletin de la Société entomologique de France – Séance du 11 septembre 1888  (en français)
Bulletin de la Société entomologique de France – Séance du 9 janvier 1889 (en français)
Rapport  de Jules Künckel d’Herculais au gouverneur général de l’Algérie – Mai 1888 (en français)
Rapport de Jules  Künckel  d’Herculais au gouverneur général de l’Algérie – Août 1888 (en français)
Jules Künckel  d’Herculais- Communications à l’Académie des sciences 1889 -1894 (en français)
I. M. Krassilchik. La production industrielle des parasites végétaux pour la destruction des insectes nuisibles –  Bulletin de la Société entomologique de France et de Belgique 1888 (en français)
I. M. Krassilchik. Rapport préventif sur les recherches dans les vignobles du district de Kichinev, revues Severnye Vesty et Annales de la Société agricole du Sud de la Russie  1889 (en russe)
I M. Krassilchik. La lutte contre le phylloxera, Le Messager du Nord, 1889 (en russe)
I M. Krassilchik. Quand commencerons-nous à lutter contre les criquets ?, Sel’skoe hozjajstvo i lesovodstvo (Agriculture et forêts), n° 12, 1890 (en russe)
I M. Krassilchik. À propos de l’amélioration des moyens de lutte contre les insectes nuisibles, Zemledelcheskaja gazeta (Le journal agricole), n° 22, 27, 1892 (en russe)
I M. Krassilchik. La loi de la périodicité des criquets, Odesskij listok (La feuille d’Odessa), n° 230, 1893 (en russe)
I M. Krassilchik. La graphitose et la septicémie chez les insectes.  Deux maladies des larves lamellicornes causées par les bactéries – Mémoires de la Société zoologique de France – Tome VI – P. 245-285 - 1893 (en français)
I M. Krassilchik. Projet de réformes dans la lutte contre le phylloxera dans le district dépendant du Comité de phylloxera d’Odessa, Trudy soveshchanija po delu o bor’be s filokseroju v Rossiii (Travaux de la conférence sur la lutte contre le phylloxera en Russie), Saint-Pétersbourg, 1895 (en russe)
I M. Krassilchik. Sur les parasites des vers à soie sains et malades- Mémoires de la Société zoologique de France - 9 - 513 (1896)(en français)
I.M. Krassilchik. Contribution à l’étude de la blacherie, de la grasserie et de la pébrine, Paris 1896 (en français)
I M. Krassilchik. Les préparations au pétrole et à l’arsenic comme moyens de lutte contre toute une gamme d’insectes nuisibles Khozjain (Le propriétaire), 1899 (en russe)
I.M Krassilchik. L’ Heliothis dipsaceus L. et certains autres insectes nuisibles dans le Caucase du Nord, Saint-Pétersbourg, 1900 (en russe)
I.M Krassilchik. La culture du lin au  Caucase et dans la région Nouvelle Russie, Saint-Pétersbourg , 1900 (en russe)
I. M. Krassilchik. La lutte contre les criquets au moyen de l’arsénite de cuivre [vert de Paris] dans la province du Terek au printemps 1900, Saint-Pétersbourg, 1901 en russe)
I M. Krassilchik. À propos de l’organisation de la lutte contre les insectes nuisibles de la vigne, Trudy sezda vinogradej i vinodelov (Travaux du congrès des vignerons à Odessa), 9-15 février 1903, tome II, Matériaux préparatoires du congrès, Odessa, 1903 (en russe)
I M. Krassilchik. Le problème des insectes nuisibles du lin dans les provinces de Bessarabie et de Kherson ainsi que dans le Caucase du Nord  et Zur Frage uber alle Schaduge des Flachses in den Gouvernements Bessarabien and Gheron und in nordlichen Caucasuus. Trudy bessarabskogo obshchestva estestvoispytatelej i ljubitelej estestvoznanija (Travaux de la Société des naturalistes et des amateurs des sciences naturelles de Bessarabie), tome I, 2e partie, 1906-1907, Kichinev, 1907 (en russe et en allemand)
I M. Krassilchik. Essais de contamination des larves de hannetons du blé [anisoplia austriaca] et d’autres coléoptères par des larves de la mouche de Microphtalmus - Trudy bessarabskogo obshchestva estestvoispytatelej i ljubitelej estestvoznanija (Travaux de la Société des naturalistes et des amateurs des sciences naturelles de Bessarabie, tome I, 3e partie, 1907-1908, Kichinev, 1908  (en russe)
I M. Krassilchik. Nouveaux sporozoaires provoquant des maladies et la mortalité des insectes, Saint-Pétersbourg, 1908 (en russe)
I M. Krassilchik. Le problème de la désinfection des plantes par la fumigation. La désinfection des plants de vigne contre le phylloxera, Trudy s’’ezda vinogradej i vinodelov à Odessa (Travaux du congrès des vignerons à Odessa), 20-23 août 1910, p. 103-109 (en russe)
Intervention critique de M. Chevyrev. Réponse d’I.M. Krassilchik- Kichinev, 1913 (en russe)
I M. Krassilchik. Rapport d’activité de la station bio entomologique en 1913, Kichinev, 1913 (en russe)
I.M Krassilchik. La désinfection des matériaux de plants et des semences - Sel’skoe hozjajstvo i lesovodstvo (Agriculture et forêts), septembre 1914 (en russe) - Travaux du Bureau entomologique du Conseil scientifique de la Direction principale pour l’agriculture et la réglementation foncière
I. M. Krassilchik.  La Lutte contre les charançons du blé, Kichinev, 1915 (en russe)

### Publication relative à la symbiose
I. M. Krassilchik. Sur les bactéries biophytes – Note sur la  symbiose des pucerons  avec les bactéries – Annales de l’Institut Pasteur  1889  (en français)  et  en allemand, sous le titre Ueber eine Neue Kategorie von Bakterien (Biophyten) die in Inneren einen Organismus leben und ihm Nutzen bringen – Kongress Russ. Naturf. Aerzte, 16 janvier 1890

### Publications diverses
I M. Krassilchik. L’Amélioration du bouquet du vin », Les Nouvelles Fabriques pour le[filtrage du vin d’après la méthode Chamberland-Pasteur, Les Champignons de fermentation et leur influence sur l’amélioration de la qualité du vin de raisin, dans la revue Земледельческая газета  Saint-Pétersbourg, 1890-1891 en russe)
I. M. Krassilchik. Un nouveau moyen d’éclairage au gaz acétylène, Kichinev, 1897 (en russe)

### Publications faisant référence aux travaux d’I. Krassilchik dans le domaine des biopesticides
Entomological pamphlets - Slingerland collection. Miscellaneous papers on economic entomology - Volume 11 – Sans doute fin du XIXe siècle
Bulletin des séances de la Société national d'agriculture de France - Compte rendu mensuel -  Volume 50 - P. Renouard., 1890
Le Correspondant - Volume 163, partie 2 - Charles Douniol-  1891
Etudes agronomiques -, Volume 6 – Louis Grandeau-  1892
Revue mycologique - Volumes 14 à 16 - Bureau de la Rédaction - 1892
Revue de viticulture - Volume 5 - 1896
Le Botaniste - Volumes 5 à 6 - Université de Bordeaux I, Laboratoire de Botanique - 1897
Société régionale d'horticulture du Nord de la France - 1889
Bulletin trimestriel de la Société mycologique de France - Volumes 20 à 21 - Société mycologique de France -  1904
La Revue scientifique -  Volume 75 - 1905
Jahresbericht über die Fortschritte in der Lehre von den pathogenen Mikroorganismen umfassend Bakterien, Pilze und Protozoën - Paul von Baumgarten - Volume 21 - H. Bruhn - 1907
Technical bulletin - Nrs 1 à 25- Michigan State University - Agricultural Experiment Station - 1908
Œuvres diverses réunies et rééditées - Alfred Mathieu Giard - Laboratoire d'évolution des êtres organisés - 1911
Botanical series - Nrs 6 à 12 – Hawaiian Sugar Plantres’ Association Experiment Station - 1909 et Nbrs 11 à 12 - 1912
Travaux scientifiques de l'université de Rennes -  Volume 11 - 1912
Le Progrès agricole et viticole, volume 60 - 1913
Premier Congres international de pathologie comparée -  Volume 2 – Masson 1914
Annual report of the Secretary of the State Board of Agriculture - Annual report of the Experimental station -  Michigan State University - 1914
Revue générale de botanique - Volume 26  - Libraire générale de l’enseignement - 1914
Journal of agricultural research -  Volume 18- US Department of Culture U.S. Govt. Print. Off. 1920
Revue internationale de botanique appliquée et d'agriculture tropicale, Volume 3 -  Muséum national d'histoire naturelle. -  Laboratoire d'agronomie coloniale -1923
Journal d'agriculture pratique - Volume 87 - 1923
Bulletin - Volumes 40 à 42 - Société d'agriculture du Cher - 1926
Annales des épiphyties - Volume 3 - Institut national de la recherche agronomique, ministère de l’Agriculture - 1937
Slayer, Saviors, Servants and Sex : an exposé of Kingdom Fungi – David Moore – The University of Manchester – UK - 1942
Intracellular Bacteroids in The Cockroach (Periplaneta Americana Linn.) - H. T. GIER -Department of Zoology, Ohio University, Athens, Ohio - 1946
Principles of insect pathology - Edward Arthur Steinhaus -  BookPrinciples of insect pathology - Edward Arthur Steinhaus - Mcgraw-Hill Book Co. - 1949
Microbiologica Espagnola - Juillet-Septembre 1954 - Vol. 7 - N° 3
THE MICROBIOLOGY OF INSECTS WITH SPECIAL REFERENCE TO THE BIOLOGIC RELATIONSHIPS BETWEEN BACTERIA AND INSECTS - EDWARD A. STEINHAUS - Department of Bacteriology, Ohio State University, Columbus, Ohio
Hilgardia  - Vol 26 - California Agricultural Experiment Station -  1957
Les maladies du hanneton commun - R. HURPIN  et C. VAGO   – Revue Entomophaga – Tome III no 14 – 4e trimestre  - 1958
Proceedings of the Entomological Society of Ontario -  Volumes 91 à 95 – 1960
Annual report of the Minister of Agriculture and Food - Ontario. Dept. of Agriculture and Food - 1962
A Study of New Zealand Wheats – New Zealand Journal of Agricultural Research– Vol  8, mai 1965 – Nr 2
Revue forestière française -  Volume 22  - École nationale du génie rural, des eaux et des forêts. 1970
MICROTUBULAR PATTERNS IN SPERMATOZOA OF COCCID INSECTS IN RELATION TO BENDING - W. GERALD ROBISON, JR -Department of Biology, University of Virginia, -Charlottesville, Virginia - THE JOURNAL OF CELL BIOLOGY . VOLUME 52, 1972 - pages 66–83
Disease in a minor chord - Edward Arthur Steinhaus- Ohio State University Press - 1975
Fungi in biological control systems – MN Burge – Manchester University Press - 1988
Biotechnology of Fungi for Improving Plant Growth – JM Whipps and RD Lumsden – British Mycological Society - 1989
Sustainable Agriculture Research and Education in the Field: A Proceedings – US Board of Agriculture (1991)
FAO Coporate Documents Repository: Agriculture and Consumer Protection - The Small-Sale Processing of microbial pesticides- 1992 (Bibliographie sur le site de THE NATIONAL ACADEMY PRESS)
Biological Pest Control using Pathogens in Discoveries in Natural History & Exploration - UCLA
A Study of New Zealand Wheats – New Zealand Journal of Agricultural Research– Vol  8, mai 1965 – Nr 2
Principles of Insect Pathology -  Drion G. Boucias & Jacquelyn C. Pendland - 1998
Microbial pesticides: dream or reality entomopathogenic fungi VS agricultural pests – Sosa Gomez - International Congress of Entomology - 21 – 2000  (Embrasa Brasileira de Pesquisa Agropecuaria – EMBRAPA)
Efficacy of Entomopathogenic Fungi for Control of the Cabbage Maggot, Delia radicum (L.)
(Diptera: Anthomyiidae) par Jane E. Snelling, 25 mai 2004 -  Oregon State University
ENFOQUE AGROECOLÓGICO DEL EMPLEO DE ENTOMOPATÓGENOS PARA EL CONTROL DE PLAGAS – Rodrigoe Vergara Ruiz – Novembre 2004 – Medellin  - Colombie
Plant Pathology – P.D. Sharma – New Delhi – Inde - 2004
Advances in Applied Microbiology – Vol 54 - 2004 - Copyright Elsevier Inc.
Encyclopedia of entomology - F - O., Volume 2 -  John John L. Capinera  -  Kluwer, 2004
Contribution à l'histoire de la protection phytosanitaire dans l'agriculture française (1880 - 1970) - Rémi FOURCHE - Université Lumière Lyon 2 - 2004
Biological control of pests in Ukraine: legacy from the past and challenges for the future - Tatyana R. Stefanovska1 - Valentina V. Pidlisnyuk2 and Harry K. Kaya3 - Integrated Pest Management and Quarantine of Pests, National Agricultural University, Kiev, 03041,
Ukraine. 2 Department of Agricultural Extension, National Agricultural University, Kiev, 03041, Ukraine.  Department of  Nematology, University of California, Davis, CA 95616, USA. – Septembre/décembre 2005
From MetchnikoV to Monsanto and beyond: The path of microbial control - Jeffrey C. Lord
Grain Marketing and Production Research Center, USDA, ARS, 1515 College Avenue, Manhattan, KS 66502, USA- 2005
FUNGI OF THE ORDER ENTOMOPHTHORALES INFECTING APHIDS IN SLOVAKIA - Marek Barta – Université de NITRA (Slovaquie) 2005
Diagnostic effectiveness of the antigens as causal agents of pneumonitis by hypersensibility in exposure to biopesticides – La Havane – Cuba-Mai 2008 – Heliodora Diaz Padron -Hilda Pauste Ruiz  - Tomasa María -  Esther Linares Fernández - María Elena Guevara Andreu - Lilian Villalba Rodríguez
A Textbook of Plant Pathology -  A.V.S.S. Sambamurty – IK Internationl – New Delhi - Inde- 2006
Fungal entomopathogens: new insights on their ecology Fungal ecology 2 (2009) 149 – 159 – ELSEVIER – Science Direct
Insecticides, Microbia – GG Khachatourians – University of Saskatchewan, Saskatoon, SK, Canada – Elsevier - 2009
Challenges in modelling complexity of fungal entomopathogens in semi-natural population on insects – H. Hesketh, J. Eillenber, J.K. Pell, R.S. Hails – IOBC – Oct. 2009
From microbial sprays to insect-resistant transgenic plants: history of the biospesticide Bacillus thuringiensis. A review - Vincent Sanchis - INRA, EDP Sciences, 2010
Integrated management of arthropod pests and insect borne diseases - Aurelio Ciancio and K. G. Mukerji – Springer Sciences  Business Media - 2010
Metahizium seed treatment mediates fungae dispersal via roots and induces infections in insects - Chad A. KEYSER, Kristian THORUP, Nicolai V. MEYLING - 27 juin 2014 - ELSEVIER - Science Direct

### Publications relatives aux cercomonades
Journal de micrographie - Volume 7 - 1883
Revue suisse de zoologie - Volume 5 - Kundig, 1898
Cytologie und Phylogenie der Taxa Cercomonas Dujardin 1841, Cercobodo Krassilstschik 1886, Heteromita sensu Macdonald, Derbyshire & Ogden 1977 und Allantion Sandon 1924 – Michael Zölffel - 1997
Review of diversity and taxonomy of cercomonads - Alexander P. Mylnikov and Serguei A. Karpov in Protistology 3 (4), 201- 217 (2004)

### Publications se référant aux travaux d'Isaac Krassilchik relatives à l’espècePolytoma Ehrenberg
A Biography of Protozoa, Sponges, Coelenterata and Worms  - Thomas Wentworth - 2009